# Vernet (Alta Garonna)
Vernet è un comune francese di 2 173 abitanti situato nel dipartimento dell'Alta Garonna nella regione dell'Occitania.

## Società

### Evoluzione demografica
Abitanti censiti